# Важашурское сельское поселение
Важашурское сельское поселение — сельское поселение в Кукморском районе Татарстана.
Административный центр — деревня Починок Сутер.

## Демография
| 2010 | 2011  | 2012  | 2013 | 2014 | 2015 | 2016 |
| ---- | ----- | ----- | ---- | ---- | ---- | ---- |
| 1030 | ↘1029 | ↘1013 | ↘999 | ↘998 | ↘968 | ↘943 |
| 2017 | 2018  |       |      |      |      |      |
| ↘920 | ↘888  |       |      |      |      |      |

Национальный состав поселения — удмурты, татары.

## Населённые пункты
В состав сельского поселения входят 5 населённых пунктов.
- деревня Починок Сутер
- село Важашур
- село Верхняя Шунь
- деревня Новый Каенсар
- деревня Старый Каенсар

## Сельское хозяйство
Все колхозы на территории сельского поселения, принадлежат ООО «Уныш». 